# Taricanus zaragozai
Taricanus zaragozai är en skalbaggsart som beskrevs av Noguera och Chemsak 1993. Taricanus zaragozai ingår i släktet Taricanus och familjen långhorningar. Inga underarter finns listade i Catalogue of Life.